# Machimus minusculus
Machimus minusculus är en tvåvingeart som beskrevs av Mario Bezzi 1899. Machimus minusculus ingår i släktet Machimus och familjen rovflugor. Inga underarter finns listade i Catalogue of Life.